# Tandil 2016
Tandil 2016 fue el anteúltimo concierto en vivo de la banda de rock argentina Los Fundamentalistas del Aire Acondicionado junto a Carlos Solari. La presentación se dio en el Hipódromo de Tandil el 12 de marzo de 2016 y logró ser el segundo recital más convocante en toda la historia de la música argentina.

## Antecedentes y contexto
Los Fundamentalistas del Aire Acondicionado ya conocían Tandil y se habían presentado allí el 3 de diciembre de 2011, en la denominada Misa india, de allí nació el documental Piedra que late, sin embargo, la convocatoria en ese entonces fue de 80 mil personas.
Solari junto a su grupo presentaba su cuarto álbum de estudio lanzado a finales de 2013, Pajaritos, bravos muchachitos, y a un año de la publicación de este tocaron en el Autódromo Jorge Ángel Pena en San Martín (Mendoza) dónde reunieron a 100 000 personas, esta cifra desencadeno que la banda tenga que elegir lugares a campo abierto para tocar. Su último trabajo antes de anunciar el show había sido En concierto, un álbum en vivo de la presentación de Porco Rex en el Estadio Ciudad de La Plata.
En los primeros días de enero de 2016, la página web Redonditos de Abajo confirmó que el Indio Solari se presentaría en Tandil el 12 de marzo de ese año. La venta de entradas fue más prudente que en recitales anteriores, porque no se dieron a conocer hasta el día de su venta para prevenir entradas falsificadas.
Antes del recital dejaron la banda el bajista Marcelo Torres y el baterista y director de orquesta Hernán Aramberri, este último quien trabajaba con Solari desde su etapa en Los Redondos. Como reemplazantes se incorporan Martín Carrizo en la batería mientras que Fernando Nalé se encarga del bajo.

## El concierto
El recital que se dio en la fría noche del 12 de marzo fue documentado por Vorterix, de la mano de Mario Pergolini, que la tarde anterior al concierto tuvo una charla que inauguró el documental junto a Indio Solari acerca de la música y su vida personal. Minutos antes del comienzo del show, Solari, se presentó en la tarima para anunciar que padecía de la enfermedad de Parkinson.
El show duró aproximadamente dos horas y diez minutos. La asistencia de entradas verificadas fue de 125.339 tickets, sin embargo, el ingreso al campo fue de entre 150 000 a 200 000 personas según los medios locales, lo cual no solo batió el récord personal del músico sino que a la vez se convirtió en el recital de pago con más asistentes en la historia del rock argentino solo por detrás de Olavarría 2017.

"Gracias, esto, imposible abarcar esto, no sé de que se trata, no me quiero hacer cargo, gracias, gracias, gracias para siempre".
Las últimas palabras de Indio Solari después de cerrar el show con Ji ji ji

## Lista de canciones
| Encore | Título                                                          | Banda                                                      |
| ------ | --------------------------------------------------------------- | ---------------------------------------------------------- |
| 1      | «Nuestro amo juega al esclavo»                                  | Patricio Rey y sus Redonditos de Ricota                    |
| 1      | «Pedía siempre temas en la radio...»                            | Indio Solari y los Fundamentalistas del Aire Acondicionado |
| 1      | «Porco Rex»                                                     | Indio Solari y los Fundamentalistas del Aire Acondicionado |
| 1      | «Tatuaje»                                                       | Indio Solari y los Fundamentalistas del Aire Acondicionado |
| 1      | «El charro chino»                                               | Indio Solari y los Fundamentalistas del Aire Acondicionado |
| 1      | «Esto es to-to-todo amigos!»                                    | Patricio Rey y sus Redonditos de Ricota                    |
| 1      | «Gran lady»                                                     | Patricio Rey y sus Redonditos de Ricota                    |
| 1      | «Salando las heridas»                                           | Patricio Rey y sus Redonditos de Ricota                    |
| 1      | «¡Cruz diablo!»                                                 | Patricio Rey y sus Redonditos de Ricota                    |
| 1      | «Ramas desnudas»                                                | Indio Solari y los Fundamentalistas del Aire Acondicionado |
| 1      | «Ella baila con todos»                                          | Patricio Rey y sus Redonditos de Ricota                    |
| 2      | «¡Todos a los botes!»                                           | Indio Solari y los Fundamentalistas del Aire Acondicionado |
| 2      | «El arte del buen comer»                                        | Patricio Rey y sus Redonditos de Ricota                    |
| 2      | «Torito es muerto»                                              | Indio Solari y los Fundamentalistas del Aire Acondicionado |
| 2      | «Ceremonia durante la tormenta»                                 | Indio Solari y los Fundamentalistas del Aire Acondicionado |
| 2      | «A la luz de la luna»                                           | Indio Solari y los Fundamentalistas del Aire Acondicionado |
| 2      | «Las increíbles andanzas del Capitán Buscapina en Cybersiberia» | Patricio Rey y sus Redonditos de Ricota                    |
| 2      | «Es hora de levantarse querido ¿Dormiste bien?»                 | Patricio Rey y sus Redonditos de Ricota                    |
| 2      | «Barbazul vs. el amor letal»                                    | Patricio Rey y sus Redonditos de Ricota                    |
| 3      | «Luzbelito y las sirenas»                                       | Patricio Rey y sus Redonditos de Ricota                    |
| 3      | «La parabellum del buen psicópata»                              | Patricio Rey y sus Redonditos de Ricota                    |
| 3      | «Habia una vez...»                                              | Indio Solari y los Fundamentalistas del Aire Acondicionado |
| 3      | «Vino Mariani»                                                  | Indio Solari y los Fundamentalistas del Aire Acondicionado |
| 3      | «Adieu! Bye Bye! Aufwiedersehen!»                               | Indio Solari y los Fundamentalistas del Aire Acondicionado |
| 3      | «¿Por qué será que Dios no me quiere?»                          | Indio Solari y los Fundamentalistas del Aire Acondicionado |
| 3      | «Rock para los dientes»                                         | Patricio Rey y sus Redonditos de Ricota                    |
| 3      | «Flight 956»                                                    | Indio Solari y los Fundamentalistas del Aire Acondicionado |
| 3      | «Ji ji ji»                                                      | Patricio Rey y sus Redonditos de Ricota                    |

- Repertorio de canciones según setlist.fm[31]

## Filmografía
- Tsunami: Un océano de gente (por Vorterix)[32]